# 上夜久野村
上夜久野村（かみやくのむら）は、京都府天田郡にあった村。現在の福知山市夜久野町の北西部にあたる。

## 地理
- 山岳：高山、鉄鈷山、富岡山、居畑山
- 河川：牧川

## 歴史
- 1889年（明治22年）4月1日 - 町村制の施行により、直見村・板生村・平野村の区域をもって発足。
- 1958年（昭和33年）11月11日 - 夜久野町の一部（大字大油子・小倉）を編入。
- 1959年（昭和34年）1月1日 - 夜久野町と合併し、改めて夜久野町が発足。同日上夜久野村廃止。

## 交通

### 鉄道路線
- 日本国有鉄道
  - 山陰本線
    - 上夜久野駅